# Acanthiza iredalei
Acanthiza iredalei là một loài chim trong họ Acanthizidae.